# Cornelis Koekkoek
Cornelis Koekkoek, Spitzname Kees (* 9. August 1903 in Watergraafsmeer; † 3. Februar 1982 in Amsterdam) war ein niederländischer Maler, Designer, Lithograph und Grafiker.

## Familie
Cornelis Koekkoek entstammte der Künstlerfamilie Koekkoek. Er war der Sohn des Malers Marinus Adrianus Koekkoek der Jüngere (1873–1944) und dessen Ehefrau Judith, geborene Gerritsen (1881–1961). Die Familie lebte in Watergraafsmeer, heute Ortsteil von Amsterdam-Oost. Koekkoek war in erster Ehe mit Johanna Wilhelmina Samuels verheiratet, mit der er eine Tochter hatte, Margaret Judith. Seine zweite Frau war Anna Janke Oord.

## Leben
Koekkoek studierte drei Jahre an der Koninklijke Academie van Beeldende Kunsten in Den Haag und ein Jahr an der Akademie der Künste in Berlin, wo er von 1918 bis 1926 lebte. Nach seiner Rückkehr in die Niederlande trat er in die 1931 von Anton Mussert in Utrecht gegründete Nationaal-Socialistische Beweging (NSB) ein.
Unter dem Pseudonym Donar publizierte Cornelis seine grafischen Arbeiten, darunter in der Zeitung Het Nieuwe Volk, dem Organ der Nationaal-Socialistische Nederlandsche Arbeiderspartij. Im Bestand des niederländischen Zentralarchivs befinden sich zahlreiche Werke und Plakate, die Cornelis für die Nederlands Arbeidsfront, den Nationale Jeugdsturm und andere dem Nationalsozialismus verpflichtete Organisationen bis 1945 geschaffen hat. Seine Arbeiten signierte er auch mit „Koekkoek M.A.zn“ (Sohn von Marinus), wonach einige seiner Plakate fälschlicherweise seinem Vater zugeschrieben wurden.
Wegen seiner Zugehörigkeit zur NSB verbrachte Koekkoek nach dem Krieg fast zwei Jahre in Internierungshaft. Ein niederländisches Gericht verurteilte ihn zu einer Haftstrafe von drei Jahren, die zur Bewährung ausgesetzt wurde. Neben einer Geldstrafe verfügte das Gericht noch den Entzug seiner Bürgerrechte für zehn Jahre.
Nach seiner Entlassung bot der mittellose Koekkoek Gemälde und Porträts für ein paar Münzen an. Obwohl sein Blickfeld durch ein erkranktes Auge eingeschränkt war, erhielt er in den 1950er Jahren zahlreiche Aufträge für Werbeplakate und Porträts im Stil des Realismus. In den späteren Jahren folgte sein Malstil dem expressionistischen und abstrakten Zeitgeist.

## Werke (Auswahl)
- De Toekomst van onze Jeugd, Propagandaplakat
- Groot-duitsch bewustzijn tegen Hollandse engheid, Propagandaplakat von 1941
- Een gezonde jeugd werkt voor Nederland, Propagandaplakat von 1942
- Het Nederlandsche Arbeidsfront zorgt voor u en uw gezin, Propagandaplakat von 1943
- Kapitalistische bevrijding...! Propagandaplakat von 1944
- Zittend Naakt, 1950
- Abstract Duinlandschap, 1957
- Expressionisme tekening personen, 1958
- Abstracte Vormen, 1972